# Stazione di Subiaco
La stazione di Subiaco è stata una stazione ferroviaria posta lungo la ex linea ferroviaria a scartamento ordinario Mandela-Subiaco, era a servizio del comune di Subiaco.